# Perdita dichroa
Perdita dichroa är en biart som beskrevs av Timberlake 1958. Perdita dichroa ingår i släktet Perdita och familjen grävbin. Inga underarter finns listade i Catalogue of Life.